# Picauville
Picauville – miejscowość i gmina we Francji, w regionie Normandia, w departamencie Manche. W 2013 roku populacja gminy wynosiła 1995 mieszkańców. 
1 stycznia 2016 roku połączono sześć wcześniejszych gmin: Amfreville, Cretteville, Gourbesville, Houtteville, Picauville oraz Vindefontaine. Siedzibą gminy została miejscowość Picauville, a nowa gmina przyjęła jej nazwę. Następnie 1 stycznia 2017 roku połączono dwie ówczesne gminy: Les Moitiers-en-Bauptois oraz Picauville. Siedzibą gminy pozostała miejscowość Picauville, dając jednocześnie swoją nazwę nowej gminie. 